# Gonomyia (Leiponeura) aquila
Gonomyia (Leiponeura) aquila is een tweevleugelige uit de familie steltmuggen (Limoniidae). De soort komt voor in het Palearctisch gebied.